# Patró de la Fòcida
Patró (grec antic: Πάτρων, llatí: Patron; hi ha manuscrits de Flavi Arrià que l'anomenen Paró) fou un militar grec nadiu de la Fòcida, comandant dels mercenaris grecs que van acompanyar a Darios III de Pèrsia quan va fugir després de la batalla de Gaugamela.
Quan Bessos de Bactriana i altres nobles conspiraven contra el rei persa, Patró i els mercenaris es van mantenir lleials. Patró es va assabentar dels plans de Bessos i els va comunicar al rei, a qui va convidar a refugiar-se al campament dels grecs, però el rei va declinar l'oferiment. En parla Quint Curci Ruf.